# Rosa Vercellana
Maria Rosa Teresa Aloisia Vercellana, född 3 juni 1833 i Nice, död 26 november 1885 i Pisa, var mätress och sedan morganatiskt gift med Italiens kung Viktor Emanuel II 1869 i dennes andra äktenskap. 
Hon var aldrig drottning utan hade titeln grevinna de Mirafiori och di Fontanafredda. Hon var även känd som Bela Rosin.

## Biografi
Rosa Vercellana var dotter till Giovanni Battista Vercellana och Teresa Griglio. Hennes far hade varit medlem av Napoleon I:s garde på Elba och ingick därefter i kungliga vaktgardet i Savojen. Som ansvarig för tjänstefolket vid jaktslottet Racconigi i Piemonte (nära orten med samma namn) blev han närmare bekant med den dåvarande kronprinsen Viktor Emanuel, son till den regerande kungen av kungariket Sardinien – Karl Albert.
Som fjortonåring mötte hon 1847 Viktor Emanuel vid Racconigi, och  inledde ett förhållande med den då 27-årige kronprinsen. Viktor Emanuel var då sedan fem års tillbaka gift med Maria Adelheid av Österrike, som han redan hade fyra barn tillsammans med, i ett äktenskap som arrangerats av politiska skäl. Relationen mellan Viktor Emanuel och Rosa Vercellana var därför tvungen att skötas utan att någon fick reda på det, på grund av politiska och familjemässiga hänsyn.
Relationen var långtifrån den enda och första för den unge tronföljaren, men det var en relation som kom att vara livet ut. Viktor Emanuel gav Rosa Vercellana en bostad i en stuga när Racconigi. Förhållandet orsakade skandal då Viktor Emanuel blev monark 1849, men han vägrade att avsluta det.
År 1858, efter sin frus död tre år tidigare efter totalt åtta födslar, gav Viktor Emanuel Vercellana ett slott i Sommariva Perno och titeln grevinna. Samtidigt utfärdade han ett dekret som gav parets två barn Vittoria och Emanuele (födda 1948 respektive 1851) hederstillnamnet Guerrieri ('Krigare')
Hon följde honom 1864 till Florens, den nya huvudstaden i det enade Italien, där hon bodde i villan La Pietraia. Efter en sjukdom 1869, då Viktor Emanuel var nära att dö, gifte han sig med henne i Pisa den 18 oktober. Ceremonin var religiös och därför inte juridiskt giltig, och en civil vigsel följde i Rom 7 oktober 1877. Äktenskapet var morganatiskt; hon fick inte titeln drottning och barnen blev inte arvsberättigade till tronen.
Efter makens död 9 januari 1878 flyttade hon till Pisa. Där levde hon resten av sitt liv i palazzo Feltrami som kungen köpt till deras dotter Vittoria.

## Död och eftermäle

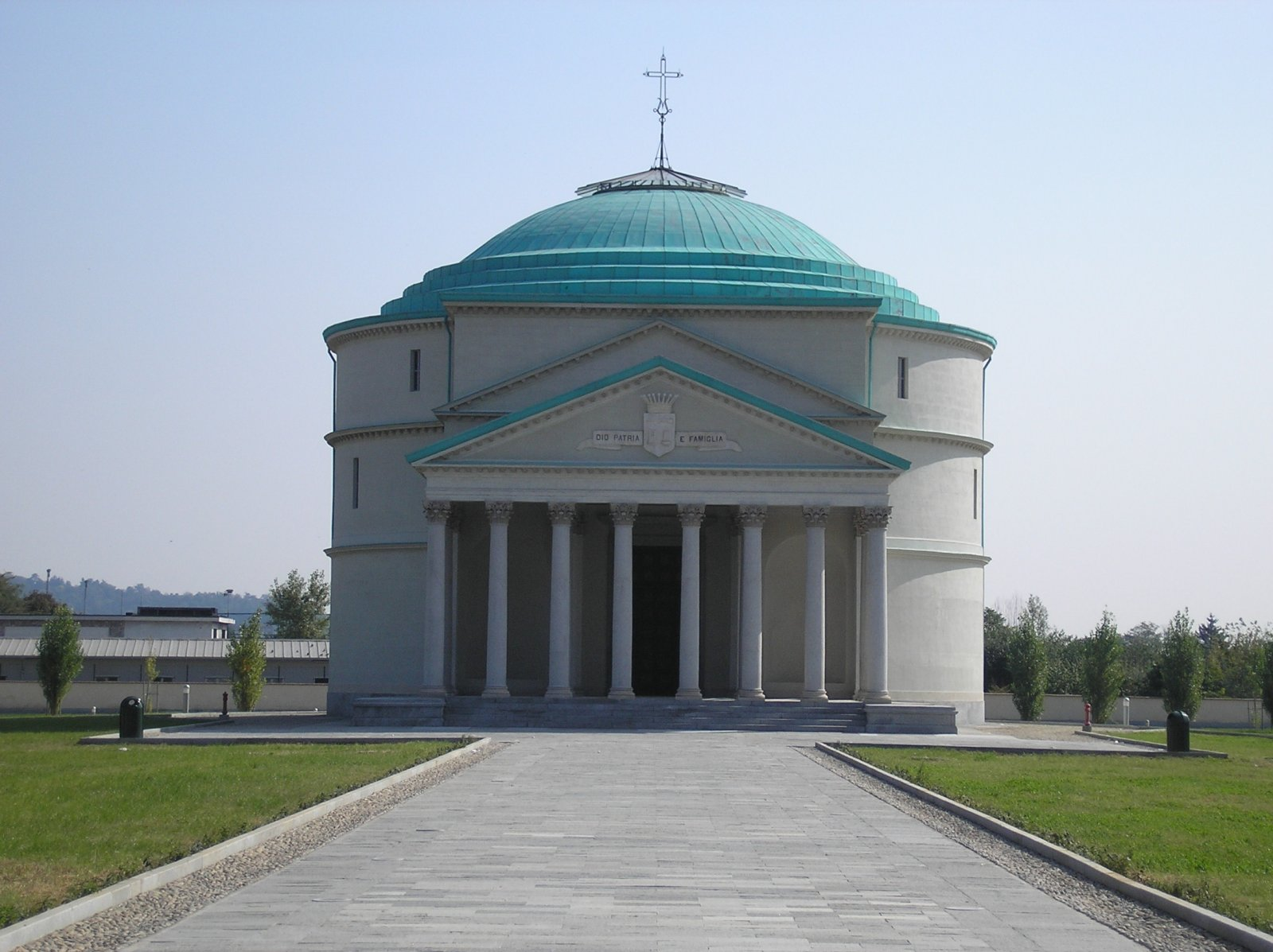
Pantheon di Mirafiori (även känt som Bela Rosins mausoleum) i Turin efter dess restaurering 2005.

Vid Rosa Vercellanas död vägrade kungahuset låta henne begravas i det kungliga mausoleet Pantheon i Rom. Hennes barn lät därför 1886 uppföra en (något mindre) kopia av mausoleet i Turin, där hon begravdes. 1972 kom dock kvarlevorna av Rosa Vercellana och hennes barn att flyttas till Pantheon i Rom, medan den mindre kopian i Turin därefter förvaltats av Turins biblioteksförvaltning som en samlingslokal.
Rosa Vercellana var föraktad av adeln vid hovet, och Cavour – Italiens förste premiärminister – sökte flera gånger förgäves få slut på relationen. Hon blev dock folkkär. Hon sas inte vara någon utpräglad skönhet men var duktig på att laga mat och hängiven sin make. Det sägs att sången "La bela Gigogin" inspirerades av henne.

## Barn
- Vittoria Guerrieri (1848-1905), gift 3 gånger
- Emanuele Filiberto Guerrieri, greve av Mirafiori e Fontanafredda (1851-1894), gift med Bianca de Larderel